# Fan Bingbing
Pour les articles homonymes, voir Fan.
Dans ce nom chinois, le nom de famille, Fan, précède le nom personnel.
Fan Bingbing (chinois traditionnel : 范冰冰) est une actrice et chanteuse chinoise, née le 16 septembre 1981 à Yantai (Shandong).

## Biographie

### Enfance
Fan Bingbing grandit à Yantai dans la province du Shandong. Elle est diplômée de la Xie Jin's Star School de Shanghai et de l'académie de théâtre de Shanghai.

### Carrière
En 1997, Fan Bingbing devient célèbre pour le second rôle de Jin Suo dans le drama taïwanais Princess Pearl (en) ainsi que dans sa suite en 1998, qui met en vedette Zhao Wei et Ruby Lin dans les rôles principaux. Au cours des années qui suivent, grâce à des apparitions dans de nombreux films et téléfilms, elle devient l'une des actrices les plus connues en Chine continentale. Après la réussite de sa carrière d'actrice, Fan Bingbing sort des albums, pose pour des couvertures de magazines et devient l'égérie de plusieurs marques commerciales.
En 2007, Fan Bingbing ouvre son propre studio de production, le Fan Bingbing Studio (范冰冰 工作室 , Pinyin : fàn bīng bīng gōngzuòshì). Le studio produit tout d'abord le drama Rouge Snow à la télévision, suivi par 金大班的最后一夜 (zh) (pinyin : Jin Da Ban De Zuihou Yiye) La Dernière Nuit de Madame Chin en 2008. Elle ouvre également une école d'arts à Huairou, Beijing, dont elle est la principale mais qui est en fait dirigée par ses parents. Elle devient par la suite leader de l'équipe d'intérim du West Movie Group (西 影集 团 , pinyin : xī yǐng jítuán) d'un centre d'arts, et est considérée comme « la Monica Bellucci » de Chine[réf. nécessaire].
En 2010, Fan Bingbing est classée 10e dans le Forbes China Celebrity 100. La même année, elle fait une apparition sur le tapis rouge du Festival international du film de Shanghai, ainsi que sur celui du 63e festival de Cannes.
En 2011, la popularité de Fan Bingbing augmente en Chine à la suite de son interprétation dans les films Shaolin et Buddha Mountain. La même année, elle se classe 9e dans le Forbes China Celebrity 100. Elle fait une nouvelle apparition sur le tapis rouge du 64e Festival de Cannes, et fait la promotion de son nouveau film Far Away : Les Soldats de l'espoir en collaboration avec le directeur et d'autres membres principaux de la distribution.
Selon le classement du magazine Forbes en 2014, elle est la star chinoise la mieux payée du monde et le reste pendant les quatre années suivantes, jusqu'en 2017,.

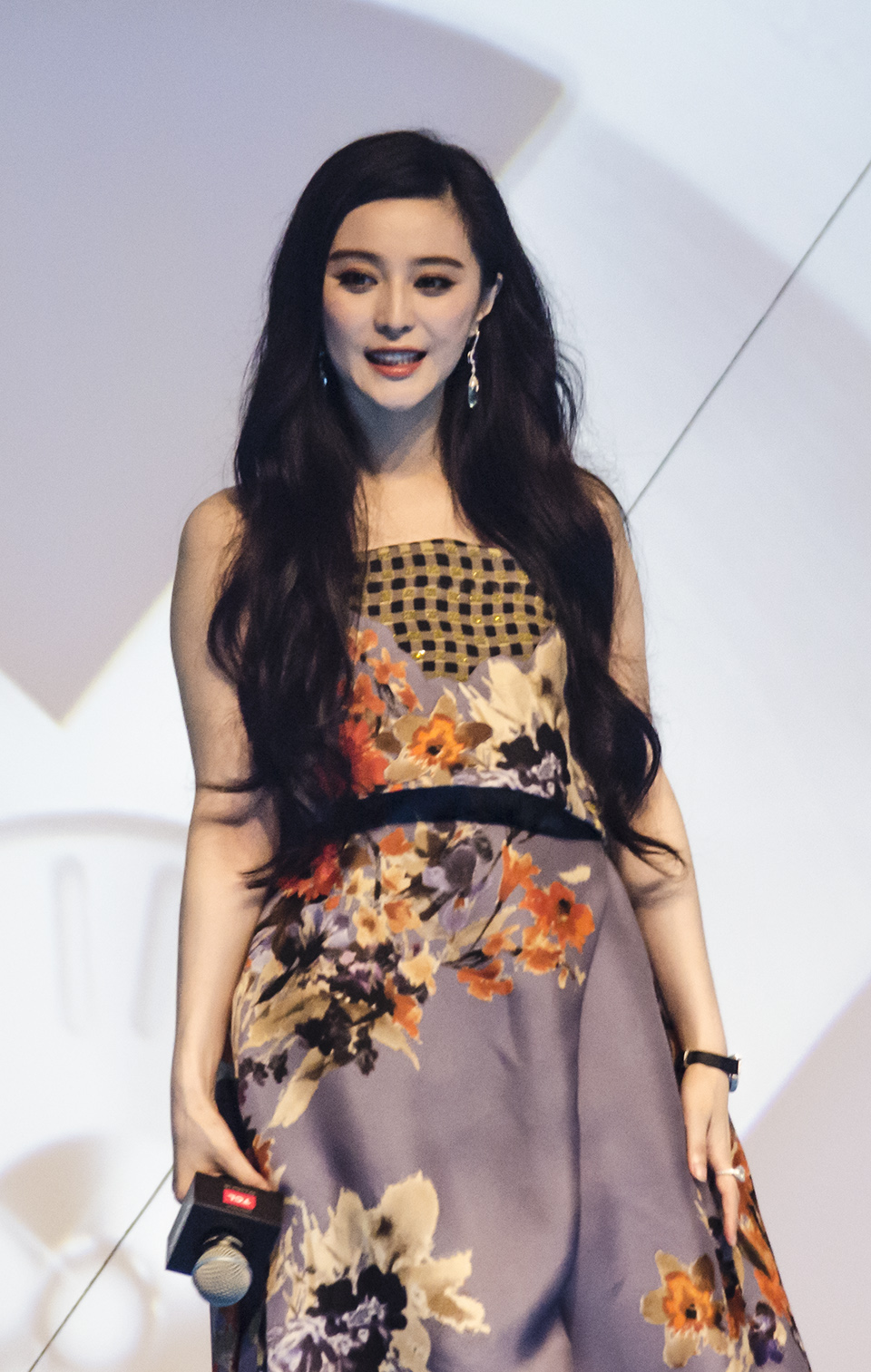
L'actrice à la première sud-asiatique de X-Men: Days of Future Past à Singapour, en mai 2014.

En 2014, elle apparaît dans le blockbuster américain X-Men: Days of Future Past, dans le rôle de Clarice Ferguson / Blink, personnage évoluant dans la time-line du futur, aux côtés des personnages incarnés par Halle Berry ou encore Anna Paquin.
Au Festival international du film de Saint-Sébastien 2016, elle remporte la Coquille d'argent de la meilleure actrice pour son rôle dans I Am Not Madame Bovary.

#### Festivals
En 2011, elle est membre du jury du Festival international du film de Tokyo.
En 2017, elle est membre du jury des longs métrages lors du 70e Festival de Cannes présidé par Pedro Almodovar.
En 2023, elle est membre du jury du 71e Festival de Saint-Sébastien, présidé par Claire Denis. 
En 2025 elle est membre du jury des longs métrages lors du 75e Festival de Berlin. 

### Disparition
Au mois de mai 2018, elle est soupçonnée de fraude fiscale et de corruption par le fisc chinois. L'information provient du compte Weibo du journaliste Cui Yongyuan. Son passeport est alors confisqué et il lui est interdit de quitter le territoire chinois. Le gouvernement chinois la met alors au placard, effaçant son nom de l'affiche du film où elle donne la réplique à Bruce Willis qui doit sortir quelques semaines plus tard. Après plusieurs mois sans nouvelles - sa dernière apparition publique datant du 1er juillet et son compte Weibo étant inactif depuis le 26 juillet - le Securities Daily, un journal financier, annonce le 6 septembre qu'elle est placée sous contrôle judiciaire par les autorités chinoises.
Le 3 octobre 2018, durant une affaire internationale provoquée par la disparition du patron d'Interpol Meng Hongwei en Chine, Fan Bingbing se manifeste pour la première fois dans une lettre publiée sur Weibo, dans laquelle elle s'excuse auprès de ses fans pour avoir fait de la fraude fiscale massive. Les autorités chinoises lui réclament alors 883 millions de yuans (129 millions de dollars). Selon LCI, si la culpabilité de la comédienne n’est pas mise en doute, c’est la manière avec laquelle le gouvernement chinois l'a traitée qui interpelle la presse internationale. D’après le South China Moring Post, le quotidien en langue anglaise de Hong Kong, Fan Bingbing a été détenue en secret dans une « résidence surveillée », dans la province du Jiangsu, dans l’est du pays. Cette pratique est rendue possible par une loi de 2012 qui autorise la police à retenir un suspect pendant 6 mois, sans aide judiciaire ni contact avec sa famille, dans des affaires de corruption et de terrorisme, notamment. Cette loi a été dénoncée à plusieurs reprises par des ONG comme Human Rights Watch.

### Vie privée
Elle est la compagne de l'acteur Li Chen. Le couple se fiance le 16 septembre 2017. Mais leur rupture est annoncée 27 juin 2019 . Fang Bingbing a déclaré :  « Nous ne sommes plus “nous”, mais nous restons “nous” » 
Fan Bingbing a un frère cadet nommé Fan Chengcheng (né le 16 juin 2000) qui est un stagiaire de l'agence Yue Hua Entertainment. Il a participé dans l'émission Idol Producer et ayant été 3e tout au long de l'émission, il fait désormais partie du groupe Nine Percent issu de la finale d'Idol Producer. Il a aussi récemment débuté avec le groupe NEX7 (ou NEXT) de Yue hua Entertainment. Il poursuit depuis 2021 une carrière d’acteur .

## Filmographie

### Cinéma
- 2001 : Réunion : Jing
- 2002 : The Lion Roars : Princesse Ping'an
- 2003 : Cell Phone : Wu Yue
- 2004 : The Twins Effect II : Le Vautour Rouge
- 2004 : A Chinese Tall Story : Princesse Xiaoshan
- 2005 : A Battle of Wits : Yiyue
- 2006 : The Matrimony : Xu Manli
- 2006 : Sweet Revenge : Cheung Yung
- 2006 : Lost in Beijing : Liu Pingguo
- 2006 : Call for Love : Chen Xiaoyu
- 2006 : Flashpoint : Julie
- 2007 : Contract Lover : Liu Zao
- 2007 : Home Run (Fengkuang Zhi Bo Xiu) : Tian Cong
- 2007 : Crossed Lines : Ning Can / Xin Ran
- 2008 : Kung Fu Hip-Hop : Tina
- 2008 : Shinjuku Incident : Lily
- 2008 : Desires of the Heart : Zhang Ying
- 2008 : Sophie's Revenge : Joanna Wang Jingjing
- 2009 : East Wind Rain : Huanyan
- 2009 : Wheat : Li
- 2009 :  Bodyguards and Assassins : Yueru
- 2010 : Sacrifice : Princesse Zhuang
- 2010 : Chongqing Blues : Zhu Qing
- 2010 : Time Warriors : La Révolte des mutants : Meili / Milie
- 2010 : Buddha Mountain : Nan Feng
- 2010 : The Love of Three Smile
- 2011 : Stretch : Pamsy
- 2011 : Shaolin : Yan Xi
- 2011 : The Founding of a Party : Impératrice douairière Longyu
- 2011 : Far Away : Les Soldats de l'espoir
- 2014 : The White Haired Witch of Lunar Kingdom
- 2014 : X-Men: Days of Future Past : Clarice Ferguson / Blink
- 2015 : Ever Since We Love : Liu Qing
- 2015 : Lady of the Dynasty : Yang Guifei
- 2015 : Skiptrace : Bai
- 2016 : L.O.R.D: Legend of Ravaging Dynasties
- 2016 : Le Portrait interdit : l'impératrice Ulanara
- 2016 : I Am Not Madame Bovary
- 2016 : League of Gods de Koan Hui
- 2018 : Les Sentinelles du Pacifique (Air Strike) de Xiao Feng : Ye Pei Xuan
- 2022 : 355 (The 355) de Simon Kinberg : Lin Mi Sheng
- 2022 : The King's Daughter de Sean McNamara : la sirène
- 2025 : Ice Road: Vengeance de Jonathan Hensleigh

### Télévision
- 1996 : Nü Qiangren
- 1997 : Ai Zhi Lü
- 1997 : Princess Pearl : Jin Suo
- 1998 : The Scary Folktales - Black Moth : Huniu
- 1998 : Princess Pearl II : Jin Suo
- 1998 : Ma Yongzhen : Bai Xiaodie / Ma Suzhen
- 1999 : Renjian Zaowang : Princesse Hongyan
- 1999 : Master of Zen : A'si
- 1999 : Legend of Dagger Li : Xing'er
- 1999 : The Act of the Youngs : Huang Xiaoduo
- 2000 : The Story of the Past (Hongchen Wangshi) : Lin Siyuan
- 2000 : Luanshi Piaoping : Fenghuang Nü / Run Ge'er / Run Tianhong
- 2000 : Storm in Zhongguan Village (Heihun) : Su Xue'er
- 2000 : Qin Shi Huang (série télévisée) : Princesse A'ruo
- 2001 : Young Justice Bao II : Little Dragonfly
- 1999 : The Book of Love : Song Yinzhang
- 1999 : Sweetheart of the Palace : Shangguan Xueru
- 1999 : Jiangshan Weizhong (Da Qing Diguo) : Lü Siniang
- 1999 : Homeward Bound (Geiwo Yige Ma) : Ma Jiahui
- 2002 : Predestinated : Tana
- 2002 : Flying Dragon - the Special Unit : Yu Feng
- 2002 : Princess Enuo : Princesse Enuo
- 2002 : Mingbu Zhen Guandong : Princesse Ning'an
- 2003 : The Legend of the Treasure Basin : Zhao Xue'er
- 2003 : Heroic Legend : Yunlei
- 2003 : No. 4 Female Prison (Di San Ke Zidan) : Chen Yu
- 2003 : Lucky Zhu Bajie : Hued Rat
- 2003 : Library : Fan Yunlian
- 2004 : Explosion (Tufa Shijian) : Luo Xiao
- 2004 : Lingyun Zhuangzhi Bao Qingtian : Yelü Aoxue
- 2004 : The Proud Twins : Tie Xinlan
- 2004 : Mu Guiying : Lijun
- 2004 : Da Tang Fu Rong Yuan : Yang Guifei
- 2005 : Eight Heroes : Chu Xiangxiang
- 2005 : A Beautiful New World : Cheng Lin
- 2006 : The Legend and the Hero : Daji
- 2006 : Huiyou Tianshi Tiwo Aini : Fan Wenxing
- 2007 : War and Destiny : Jin Nuannuan
- 2007 : Renjian Qingyuan : Gan Lu
- 2007 : Rouge Snow : Wen Yuhe
- 2008 : Jin Da Ban De Zuihou Yiye : Jin Zhaoli
- 2009 : The Legend and the Hero 2 : Chang'e
- 2014 : The Empress of China : Wu Zetian[10],[11]

## Discographie

### Albums
- 2005 : Ganggang Kaishi (Just Begun)

### Singles
- 2000 : Luanshi Fuping (Floating in Chaos) : musique de fin de Luanshi Piaoping
- 2002 : Xingfu Qianwan Nian (Happiness for Thousand Years) : musique de fin de Yinshu
- 2003 : Chang Xia (Long Summer)
- 2004 : Huakai Zizai (Flowers Blossom, At Ease) : musique de fin de Lingyuan Zhuangzhi Bao Qingtian
- 2007 : Ai Chaoyue (Beyond Love) : musique principale de Crossed Lines
- 2007 : Zhui Ai (Chasing Love) : musique de fond de Crossed Lines
- 2007 : Yinzhi (Rouge) : thème d'ouverture du drama Rouge Snow (version chinoise)
- 2007 : Yinzhi Xue (Dare to Fly) : thème d'ouverture du drama Rouge Snow (version étrangère)
- 2008 : Yonggan Fei (Love Ends, People Part Ways) : musique principale du film Kung Fu Hip-Hop

## Distinctions

### Prix des Cent Fleurs
- 2004 : prix des Cent Fleurs de la meilleure actrice pour Téléphone mobile (shŏujī)
- 2010 : nomination au prix des Cent Fleurs de la meilleure actrice pour Bodyguards and Assassins (Shi yue wei cheng)

### Autres prix
- 2007 : prix de la meilleure actrice dans un second rôle au Golden Horse Film Festival and Awards pour The Matrimony
- 2007 : prix de la meilleure actrice au Festival international eurasien du cinéma pour Lost in Beijing (Ping guo)
- 2010 : prix de la meilleure actrice au Festival international du film de Tokyo pour Buddha Mountain (Guan yin shan)
- 2011 : prix de la meilleure actrice au Festival étudiant du cinéma de l'université de Pékin pour Buddha Mountain (Guan yin shan)
- 2013 : prix de la meilleure actrice au Huading Awards pour Double Xposure (Er ci pu guang)
- 2016 : Coquille d'argent de la meilleure actrice au Festival international du film de Saint-Sébastien pour I Am Not Madame Bovary
- 2017, Asian Film Awards : prix de la meilleure actrice pour I Am Not Madame Bovary[12]